# (101960) Molau
(101960) Molau est un astéroïde de la ceinture principale.

## Description
(101960) Molau est un astéroïde de la ceinture principale. Il fut découvert le 11 septembre 1999 à Drebach par André Knöfel. Il présente une orbite caractérisée par un demi-grand axe de 2,31 UA, une excentricité de 0,22 et une inclinaison de 0,4° par rapport à l'écliptique.

## Compléments